# Юкка Райтала
Юкка Райтала (фін. Jukka Raitala, нар. 15 вересня 1988, Керава) — фінський футболіст, захисник клубу «Согндал».
Насамперед відомий виступами за клуб «ГІК», а також національну збірну Фінляндії.

## Клубна кар'єра
У дорослому футболі дебютував 2007 року виступами за команду клубу «ГІК», в якій провів три сезони, взявши участь у 66 матчах чемпіонату. Більшість часу, проведеного у складі «ГІКа», був основним гравцем захисту команди.
Згодом з 2009 по 2012 рік грав у складі команд клубів «Гоффенгайм 1899», «Падерборн 07» та «Осасуна».
До складу клубу «Геренвен» приєднався 2012 року. Встиг відіграти за команду з Геренвена 28 матчів в національному чемпіонаті.

## Виступи за збірні
Протягом 2007–2010 років  залучався до складу молодіжної збірної Фінляндії. На молодіжному рівні зіграв у 25 офіційних матчах.
У 2009 році дебютував в офіційних матчах у складі національної збірної Фінляндії. Наразі провів у формі головної команди країни 19 матчів.

## Титули і досягнення
- Чемпіон Фінляндії (2):

ГІК: 2009, 2022
- Володар Кубка Фінляндії (1):

ГІК: 2008
- Володар Кубка фінської ліги (1):

ГІК: 2023